# Volkssturmgewehr 1-5
Il Volkssturmgewehr 1-5 ("Fucile della Volkssturm") è un fucile semiautomatico calibro 7.92x33mm Kurz progettato dalla Germania Nazista durante la seconda guerra mondiale. È conosciuto anche come VG 1-5, Volkssturm-Gewehr 1-5, Versuchs-Gerät 1-5, Gustloff e Gustloff Geräts 507. Fu progettato per essere un'arma poco costosa per essere prodotta in massa per la milizia popolare (Volkssturm).

## Sviluppo

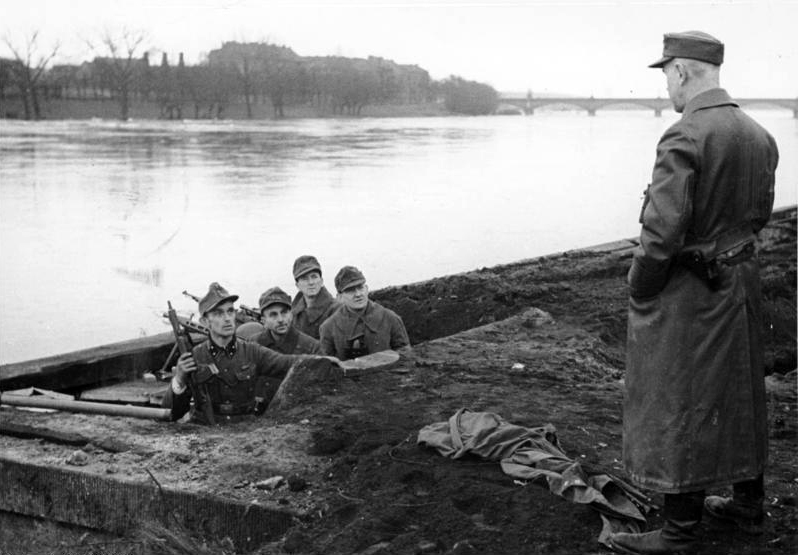
Soldati della Volkssturm in una postazione lungo le rive dell'Oder nel 1945. Il soldato sulla sinistra è equipaggiato con un Volkssturmgewehr 1-5.

Il VG 1-5 fu progettato nel 1944 da Karl Barnitzke della Gustloff-Werke per il Primitiv-Waffen-Programm (“Programma delle armi primitive”) e fu inteso per essere usato dalla Volkssturm. La produzione del VG 1-5 iniziò dal gennaio del 1945 e continuò fino alla fine della guerra; ne furono prodotti circa 10.000 esemplari.

## Design
L'arma utilizza la stessa munizione media 7,92 × 33 mm Kurz e il caricatore da 30 colpi utilizzati anche dal fucile d'assalto StG 44.
Il Volkssturmgewehr 1-5 utilizza il sistema di ritardo a gas basato sul sistema di Barnitzke, dove i gas di combustione della carica vengono parzialmente convogliati dentro ad un condotto che sbocca contro un pistone solidale all'otturatore. L'otturatore, spinto dai gas, arretra insieme al pistone, il quale però nella sua corsa all'indietro è frenato dai gas provenienti dalla canna, contribuendo così a rallentare l'arretramento del sistema otturatore-pistone. Questo principio fu utilizzato successivamente per la pistola della Heckler & Koch P7.

## BD 1-5
Il BD 1-5 è una copia semiautomatica del Volkssturmgewehr 1-5 costruita dalla HZA Kulmbach GmbH.